# Корма (Калинковичский район)
Корма (бел. Карма) — деревня в Зеленочском сельсовете Калинковичского района Гомельской области Беларуси.

## География

### Расположение
В 29 км на северо-восток от Калинкович, 15 км от железнодорожной станции Горочичи (на линии Гомель — Жлобин).

## Транспортная сеть
Транспортные связи по просёлочной, затем автомобильной дороге Гомель — Лунинец. Планировка состоит из прямолинейной улицы, близкой к широтной ориентации, к которой на востоке присоединяется с севера криволинейная улица. Застройка двусторонняя, деревянная усадебного типа.

## История
По письменным источникам известна с XIX века как деревня в Домановичской волости Речицкого уезда Минской губернии. В 1876 году помещик В. П. Сакун владел здесь 530 десятинами земли. Согласно переписи 1897 года хутор Корма Малая и Корма Большая. В 1930 году организован колхоз «Красный Октябрь», работали кузница, начальная школа (в 1935 году 30 учеников). Во время Великой Отечественной войны в сентябре 1943 года оккупанты сожгли деревню. В боях около деревни погибли 23 советских солдата (похоронены в братской могиле на кладбище). 24 жителя погибли на фронте. Согласно переписи 1959 года в составе колхоза имени М. И. Калинина (центр — деревня Носовичи).

## Население

### Численность
- 2004 год — 49 хозяйств, 108 жителей.

### Динамика
- 1850 год — 20 дворов, 97 жителей.
- 1897 год — хутор Корма Малая 19 жителей и Корма Большая 145 жителей (согласно переписи).
- 1908 год — 28 дворов, 242 жителя.
- 1940 год — 68 дворов, 195 жителей.
- 1959 год — 298 жителей (согласно переписи).
- 2004 год — 49 хозяйств, 108 жителей.